# 白山水库 (桦甸)
白山水库位于中国吉林省桦甸市白山镇，丰满水库和红石水库的上游，是以发电为主，兼有防洪、防凌、旅游、养殖等功能的大（一）型水库。
白山水电站是中国东北地区最大的水电站。白山发电厂位于东北电网南网、北网之间，地理位置适中，在东北电网中担负着调峰、调频和事故备用任务。白山水电站由水电部东北勘测设计院设计，水电一局施工。 1975年5月1日主体工程开工，1976年10月21日截流。
白山大坝为单曲三心圆混凝土重力拱坝，坝顶高程423.5米，最大坝高 149.5米，坝顶弧长676.5米。坝身设4个表孔、3个深孔。表孔宽12米，高13米，堰顶高程404米。表孔编号依次为14#、16#、18#、20#（自左岸到右岸）。表孔水流沿着坝面溢流下泄至坝角挑出。深孔宽6.0米，高7.0米，进口高程350.0米，分别在352.31、353.47、351.19米出坎挑出。深孔编号依次为15#、17#、19#（自左岸到右岸）。下游设水垫塘消能。
一期工程在右岸地下安装了3台HL一200 LJ一550型30万千瓦混流式水轮发电机组，装机90万kW（3×30）。地下式厂房121.5×25×54.25米。保证出力16.7万kW；多年平均年发电量20.03亿kW·h。1983年12月30日第一台30万千瓦机组发电。1984年一期工程完成。
二期工程安装2台HL一200 LJ一550型30万千瓦混流式水轮发电机组，装机90万kW（2×30），可提供系统可用容量50万kW，多年平均发电量0.34亿kW·h。 二期工程位于左岸。利用已建成的水库及大坝，两个进水口已预留在28＃及29＃坝块上。由引水系统、主副厂房、开关站和大平沟防洪措施工程（包括堆石坝及泄洪洞）等组成。引水洞长约470m，钢衬内径8．6m。主厂房位于左岸，平面尺寸长为110m，宽为26m，内设2台30万kW水轮发电机组。二期地面厂房及开关站位于左岸大平沟中。大平沟防洪措施工程：堆石坝，坝高21m；无压泄水洞，长约350m，城门洞型，衬砌内尺寸宽为3．8m，高为4．5m。白山水电站二期装机60万kW二期装机主要不是电量效益，而是容量效益。由于白山水库调节性能好，下游又有红石及丰满两水库反调节，因而在系统中运行比较灵活，可充分发挥调峰、调频及事故备用等容量效益，并可减少系统煤耗及年运行费用。二期工程于1984年9月开工，1992年二期全部机组发电，1994年6月工程全部竣工。
白山水电站的三期工程，是以白山水电站水库为上库，红石水电站水库为下库，在白山水电站大坝下游140米处设厂房，安装２台单机容量15万千瓦的单级立式混流可逆式水泵-水轮机组。     　